# Alex Hannum
Alexander Murray "Alex" Hannum (Los Ángeles, California, 19 de julio de 1923 - San Diego, California, 18 de enero de 2002) fue un jugador y entrenador profesional de baloncesto. Con 2,01 metros de altura, jugaba en la posición de ala-pívot.

## Trayectoria deportiva

### Jugador
Tras jugar un año en los Oshkosh All-Stars, jugó en la NBA entre 1949 y 1957.

### Entrenador
Es más conocido por dirigir los célebres Philadelphia 76ers liderados por Wilt Chamberlain que en la temporada 1966-67 se alzaron con el título de campeón de la NBA, dando por finalizado el récord de ocho anillos consecutivos de Boston Celtics. También entrenó a los St. Louis Hawks de Bob Pettit que en la temporada 1957-58 ganaron el anillo a los Celtics, convirtiéndose en el primero de solo tres entrenadores en la historia que han conseguido ganar el título con dos equipos diferentes (los otros son Pat Riley y Phil Jackson). 
En 1969, Hannum lideró a los Oakland Oaks de Rick Barry al título de campeón de la ABA, obteniendo un nuevo récord, esta vez el del primer entrenador (de dos) en ganar el campeonato de la NBA y de la ABA. Casualmente, el otro, Bill Sharman, también entrenó un equipo con Chamberlain a la cabeza, los Lakers campeones de 1972. Hannum, nativo de Los Ángeles, California, y graduado en la Universidad de Southern California, murió a la edad de 78 en San Diego, California.
Hannum fue incluido en el Basketball Hall of Fame en 1998. Doce hall-of-famers jugaron para Hannum; Pettit, Chamberlain, Barry, Cliff Hagan, Ed Macauley, Slater Martin, Dolph Schayes, Nate Thurmond, Billy Cunningham, Hal Greer, Elvin Hayes and Calvin Murphy.